# Истомина, Авдотья Ильинична
Авдо́тья (Евдоки́я) Ильи́нична Исто́мина (6 [17] января 1799, Санкт-Петербург — 26 июня [8 июля] 1848, Санкт-Петербург) — танцовщица Санкт-Петербургского балета.

## Биография
Авдотья Истомина родилась 6 (17) января 1799 года в Санкт-Петербурге. В 1816 году окончила Петербургское театральное училище и дебютировала на сцене петербургского Большого театра, вскоре заняв положение ведущей танцовщицы балетной труппы.
Одна из наиболее талантливых учениц знаменитого балетмейстера Шарля-Луи Дидло, воспетая Пушкиным в «Евгении Онегине». Наибольшим успехом Истомина пользовалась в балетах «Зефир и Флора», «Африканский лев» (1818), «Калиф Багдадский», «Евтимий и Евхариса», «Роланд и Моргана», «Лиза и Колен» (1820) и «Лелия Нарбонская».
Истомина участвовала также иногда и в водевилях, в ролях с речами. Благодаря своему таланту и красоте Истомина всегда была окружена толпой поклонников. Среди молодёжи того времени из-за неё не раз происходили дуэли, в том числе и заканчивавшиеся трагически (см. четверная дуэль).
После ухода из балета, уже в 1840-х годах, Истомина вышла замуж за драматического актёра П. С. Экунина.
Авдотья Ильинична Истомина умерла от холеры 26 июня (8 июля) 1848 года. Была похоронена на Большеохтинском кладбище; могила не сохранилась.